# 109-я танковая дивизия (СССР)
109-я танковая дивизия — воинское соединение Вооружённых сил СССР в Великой Отечественной войне.

## История дивизии
Дивизия формировалась в Кубинке на основании директивы НГШ № орг/524661 от 08.07.1941 года и приказа НКО № 00394 от 10.07.41 г. на базе 59-й танковой дивизии, прибывшей с Дальнего Востока.
20.07.1941 года дивизия вошла в состав 33-й армии и сосредоточилась в районе Пушкино - Михайловское - Лунинка.
25.07.1941 года из состава дивизии выделены и отправлены на Ленинградский фронт два танковых батальона с материальной частью.
03.08.1941 года дивизия переброшена в район Жерелево, колёсные машины — своим ходом, танки — по железной дороге до станции Бетлица, для действий в районе Рославля. 06.08.1941 года дивизия вошла в состав 43-й армии.
08.08.1941 года из состава дивизии выделены и отправлены в распоряжение командира 53-й стрелковой дивизии три танковые роты Т-26.
22.08.1941 года по приказу войскам 43 армии дивизия своим ходом перешла в новый район сосредоточения: Белорус - Коханы - Быково.
C 30.08.1941 года наступает на Ельню из района южнее Богданово. В первый день наступления дивизия прорвала оборону 23-й пехотной дивизии, продвинулась вперёд на 12 километров, и вышла к Костырям. 31.08.1941 года группа разведывательного батальона, войдя в деревню Буда 2-я, попала под сильный противотанковый огонь противника и почти целиком была уничтожена. Утром 1 сентября 1941 года в районе деревни Васильевка немцы, подтянув до полка пехоты и до 60 танков, нанесли удар по частям 211-й стрелковой дивизии, которые поспешно отступили за Десну. Немцы заняли переправу Брянцевка и вышли в тыл частям 109-й танковой дивизии, отрезав от главных сил артдивизион и две роты мотострелкового полка, действующие на правом фланге в районе южнее Васильевки. В течение дня части дивизии вели бой с превосходящими силами противника, в 19-00 был получен приказ командира дивизии на отход за Десну. После трёхдневных боев части дивизии сосредоточились в районе Зуи, Холм, Клин.
6 сентября 1941 года дивизия получила задачу во взаимодействии с частями 149-й и 211-й стрелковых дивизий, 104-й танковой дивизии оказать содействие 24-й армии в уничтожении Ельнинской группировки противника.
Выполняя поставленную задачу, с 7 по 16 сентября 1941 года части дивизии вторично участвовали в боях в районе Шатьково - Тихоновка - Дубровка - Быковница - Березовка - Павлово - Амшара Смоленской области.
Понеся в ходе этих боев большие потери, дивизия 16.09.1941 года переформирована в 148-ю танковую бригаду.

## Полное название
109-я танковая дивизия

## Подчинение
| Дата                 | Фронт (округ)   | Армия        | Корпус (группа) | Примечания |
| -------------------- | --------------- | ------------ | --------------- | ---------- |
| 20 июля 1941 года    | Резервный фронт | - 33-я армия | -               |            |
| 06 августа 1941 года | Резервный фронт | - 43-я армия | -               |            |

## Состав
- 218-й танковый полк (майор Алаев Семён Иванович)
- 219-й танковый полк (подполковник Потапов Александр Иванович)
- 109-й мотострелковый полк (полковник Вербов Яков Яковлевич)
- 109-й гаубичный артиллерийский полк (майор Степаненко Евгений Александрович)
- 109-й разведывательный батальон (капитан Сучков Ефим Акимович)
- 109-й отдельный зенитно-артиллерийский дивизион
- 109-й отдельный батальон связи
- 109-й автотранспортный батальон (капитан Кристелев Кузьма Емельянович)
- 109-й ремонтно-восстановительный батальон
- 109-й понтонно-мостовой батальон
- 109-й медико-санитарный батальон
- 109-я рота регулирования
- 109-й полевой автохлебозавод
- 923-я полевая почтовая станция
- ??-я полевая касса Госбанка

## Укомплектованность
- — на 29.08.1941 года: 7 КВ-1, 20 Т-34, 82 Т-26, 13 ХТ-130, 22 БТ, 10 Т-40 (всего 154 танка), 10 БА-10, 13 БА-20

За период боев  30.08-01.09.1941 года потери боевой материальной части дивизии составили: 3 КВ-1, 6 Т-34, 44 Т-26, 11 ХТ-130, 8 БТ (всего 72 танка), 1 БА-10, 1 БА-20.

## Командование

### Командиры
- полковник Чернобай, Семён Панкратьевич, (июль 1941 — 16.09.1941),
- подполковник Потапов, Александр Иванович[1] (17.09.1941)

### Начальники штаба
- подполковник Мальцев, Семён Петрович (август — сентябрь 1941)[1]